# Sexto sentido u diario de Praga
Sexto sentido u Diario de Praga es un libro de poemas que fue escrito por el venezolano Caupolicán Ovalles entre 1965 y 1966 durante su estadía en las ciudades  europeas de Praga y París. Su primera edición fue publicada en 1973 por la Dirección de Cultura de la Universidad Central de Venezuela, y luego fue reeditada por Rayuela Taller de ediciones en 2008, en un ejemplar que contó con ilustraciones del artista visual venezolano Víctor Hugo Irazábal. Una selección de sus poemas fue publicada también  en la antología En des (uso) de razón, publicada en 2016 por Rayuela Taller de ediciones y la Fundación Caupolicán Ovalles.

## Argumento y estructura
En el poemario, Ovalles ofrece un recorrido de corte introspectivo, a partir de sentencias poéticas breves en las que describe la imagen que tiene de sí y sus posturas ante la vida, generalmente con una gran carga de ironía.
La edición de 2008 cuenta con un prólogo escrito por Eleazar León y en ese texto inicial se describe el poemario como una obra en la que “Caupolicán desarrolla una meditación sobre sí mismo a manera de breves poemas epigramáticos que son a la vez paradojas existenciales”.
El libro se encuentra dividido en nueve títulos de poemas, de los cuales se desprenden versos libres y cortos, casi a modo de aforismos. En buena parte de ellos, Ovalles indica en las páginas la fecha y el lugar en el que fueron escritos los textos, lo que refuerza su carácter de diario y, en ocasiones, su tono epistolar.

## La anécdota de la creación
Familiares de Ovalles han referido que el poeta inició la creación de este Diario de Praga mientras se recuperaba de una fractura de tobillo en la capital checa. 
De acuerdo con la declaración de Manuel Ovalles, hijo del escritor y presidente de la Fundación Caupolicán Ovalles, el poeta se encontraba en esa ciudad europea para asistir a un encuentro de las Juventudes Comunistas y fue hospedado en un apartamento compartido con el filósofo y guerrillero venezolano Oswaldo Barreto Miliani, quien en uno de los días de convivencia dejó cerrada con llave la puerta de la residencia. Fue así como Ovalles decidió saltar por la ventana para poder cumplir con el compromiso de buscar en el aeropuerto al entonces joven izquierdista Teodoro Petkoff. El resultado fue una lesión que le llevó a estar internado en un hospital checo durante seis meses y que le impidió asistir al nacimiento de su hijo Gustavo.
Es posible tender relaciones entre la pasividad del reposo con la tendencia al estudio del propio ser. Es así como sobre el libro, que también surgió de ese accidente, indica León en su prólogo:
"El poeta observa con atención de físico del cuerpo la armadura de sus huesos, sus carnes amadas o maltratadas y el irreversible efecto de sus actos, cosas todas que lo llevan a una melancolía que aún se atreve a sonreír, a una tristeza que no se concede una lágrima sino una pirueta de saltimbanqui a las audiencias futuras. Arrasa con la propia esperanza:
'Manifiesto mi total optimismo sobre todo encendido fracaso ya que la luz (para la oscuridad) es la completa derrota'".